# Liste der Länderspiele der arubaischen Fußballnationalmannschaft (U-17-Junioren)
Diese Liste enthält alle offiziellen, von der FIFA anerkannten, Spiele der arubaischen Fußballnationalmannschaft der U-17-Junioren der Männer.

## Legende
- grüne Hintergrundfarbe = Sieg der arubaischen U-17-Mannschaft
- gelbe Hintergrundfarbe = Unentschieden
- rote Hintergrundfarbe = Niederlage der U-17 arubaischen Mannschaft

## Ab 2000
|     | Datum      | Gegner                   | Resultat | Anlass                                        | Austragungsort   | Bemerkungen                                                |
| --- | ---------- | ------------------------ | -------- | --------------------------------------------- | ---------------- | ---------------------------------------------------------- |
| 1.  | 22.11.2000 | Dominikanische Republik  | 2:2      | Qualifikation zur U-17-Weltmeisterschaft 2001 | St. John’s (ATG) | Erstes Länderspiel der arubaischen U-17-Nationalmannschaft |
| 2.  | 24.11.2000 | Antigua und Barbuda      | 2:4      | Qualifikation zur U-17-Weltmeisterschaft 2001 | St. John’s (ATG) | Erstes Länderspiel gegen Antigua und Barbuda               |
| 3.  | 26.11.2000 | Niederländische Antillen | 0:3      | Qualifikation zur U-17-Weltmeisterschaft 2001 | St. John’s (ATG) |                                                            |
| 4.  | 28.10.2002 | Kuba                     | 0:5      | Qualifikation zur U-17-Weltmeisterschaft 2003 | Havanna (CUB)    |                                                            |
| 5.  | 29.10.2002 | Suriname                 | 1:3      | Qualifikation zur U-17-Weltmeisterschaft 2003 | Havanna (CUB)    |                                                            |
| 6.  | 18.08.2004 | Niederländische Antillen | 1:2      | Qualifikation zur U-17-Weltmeisterschaft 2005 | Willemstad (CUW) |                                                            |
| 7.  | 20.08.2004 | Haiti                    | 0:2      | Qualifikation zur U-17-Weltmeisterschaft 2005 | Willemstad (CUW) |                                                            |
| 8.  | 22.08.2004 | Suriname                 | 1:4      | Qualifikation zur U-17-Weltmeisterschaft 2005 | Willemstad (CUW) |                                                            |
| 9.  | 14.08.2006 | Trinidad und Tobago      | 1:8      | Qualifikation zur U-17-Weltmeisterschaft 2007 | Malabar (TRI)    | Erstes Länderspiel gegen Trinidad und Tobago               |
| 10. | 16.08.2006 | Guyana                   | 0:3      | Qualifikation zur U-17-Weltmeisterschaft 2007 | Marabella        |                                                            |
| 11. | 18.08.2006 | Grenada                  | 1:1      | Qualifikation zur U-17-Weltmeisterschaft 2007 | Malabar (TRI)    |                                                            |

### Länderspielbilanzen
Die arubaische U-17-Nationalmannschaft der Herren trat bis heute gegen neun verschiedene Nationalmannschaften an. Es wurden nur offizielle Spielen in die Tabelle mit einberechnet (Elfmeter und Verlängerung mit einbezogen).
| Land                     | Sp. | S   | U   | N   | Tor- verhältnis | Tor- differenz |
| ------------------------ | --- | --- | --- | --- | --------------- | -------------- |
| Antigua und Barbuda      | 001 | 000 | 000 | 001 | 002:004         | −002           |
| Dominikanische Republik  | 001 | 000 | 001 | 000 | 002:002         | ±000           |
| Grenada                  | 001 | 000 | 001 | 000 | 001:001         | ±000           |
| Guyana                   | 001 | 000 | 000 | 001 | 000:003         | −003           |
| Haiti                    | 001 | 000 | 000 | 001 | 000:002         | −002           |
| Kuba                     | 001 | 000 | 000 | 001 | 000:005         | −005           |
| Niederländische Antillen | 002 | 000 | 000 | 002 | 001:005         | −004           |
| Suriname                 | 002 | 000 | 000 | 002 | 002:007         | −005           |
| Trinidad und Tobago      | 001 | 000 | 000 | 001 | 001:008         | −007           |
| Gesamt:                  | 011 | 000 | 002 | 009 | 009:037         | −028           |